# Gmina Kneževi Vinogradi
Gmina Kneževi Vinogradi (chorw. Općina Kneževi Vinogradi) – gmina w Chorwacji, w żupanii osijecko-barańskiej.

## Miejscowości i liczba mieszkańców (2011)
- Jasenovac – 35
- Kamenac – 166
- Karanac – 926
- Kneževi Vinogradi – 1657
- Kotlina – 288
- Mirkovac – 108
- Sokolovac – 14
- Suza – 567
- Zmajevac – 853